# Michał Skowronek
Michał Skowronek (ur. 27 września 1949) – polski lekkoatleta specjalizujący się w biegach średnich.

## Kariera
Wraz z kolegami z reprezentacyjnej sztafety 4 x 800 metrów sięgnął po halowe wicemistrzostwo Europy (1971). W 1974 roku był piąty w biegu na 800 metrów, a rok później uplasował się na piątej pozycji w biegu na 1500 metrów podczas kolejnych edycji halowego czempionatu Starego Kontynentu. Reprezentant Polski w półfinale pucharu Europy (1975) oraz sześciokrotny uczestnik meczów międzypaństwowych.
W ciągu swojej kariery tylko jeden raz stawał na podium mistrzostw Polski seniorów zdobywając w 1979 roku brązowy medal w biegu na 1500 metrów. Był halowym mistrzem kraju w biegu na 800 oraz 1500 metrów.
5 maja 1976 roku w Atenach wraz z Józefem Ziubrakiem, Zenonem Szordykowskim oraz Henrykiem Wasilewskim ustanowił wynikiem 15:02,6 ciągle aktualny rekord Polski w biegu sztafetowym 4 x 1500 metrów.

## Osiągnięcia
| Rok  | Impreza                   | Miejsce  | Konkurencja        | Lokata     | Wynik   |
| ---- | ------------------------- | -------- | ------------------ | ---------- | ------- |
| 1971 | Halowe mistrzostwa Europy | Sofia    | sztafeta 4 x 800 m | 2. miejsce | 7:19,2  |
| 1974 | Halowe mistrzostwa Europy | Göteborg | bieg na 800 m      | 5. miejsce | 1:51,28 |
| 1975 | Halowe mistrzostwa Europy | Katowice | bieg na 1500 m     | 5. miejsce | 3:49,1  |
| 1975 | Półfinał pucharu Europy   | Londyn   | bieg na 1500 m     | 1. miejsce | 3:38,7  |

## Rekordy życiowe
- bieg na 1000 metrów – 2:18,6 s. (3 lipca 1975, Bydgoszcz) – 5. wynik w historii polskiej lekkoatletyki[5]